# Đầu nối MC4

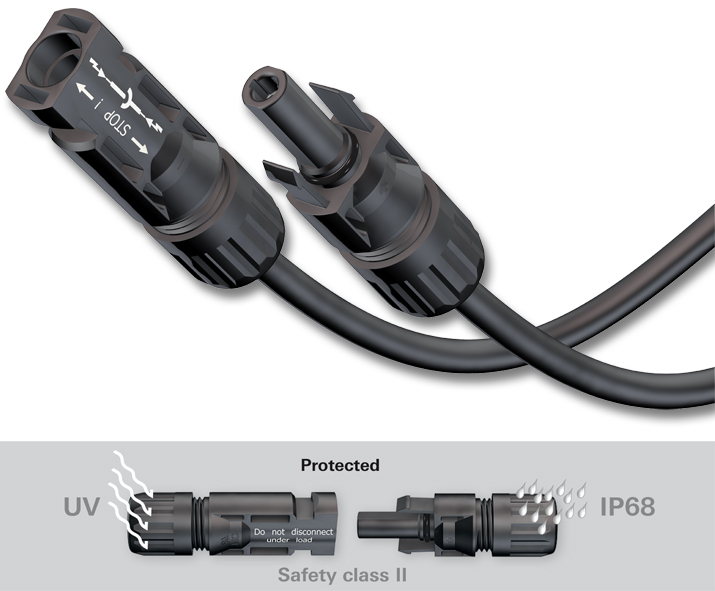
Đầu nối tấm pin mặt trời MC4: đầu nối DC chống chịu được thời tiết khắc nghiệt.

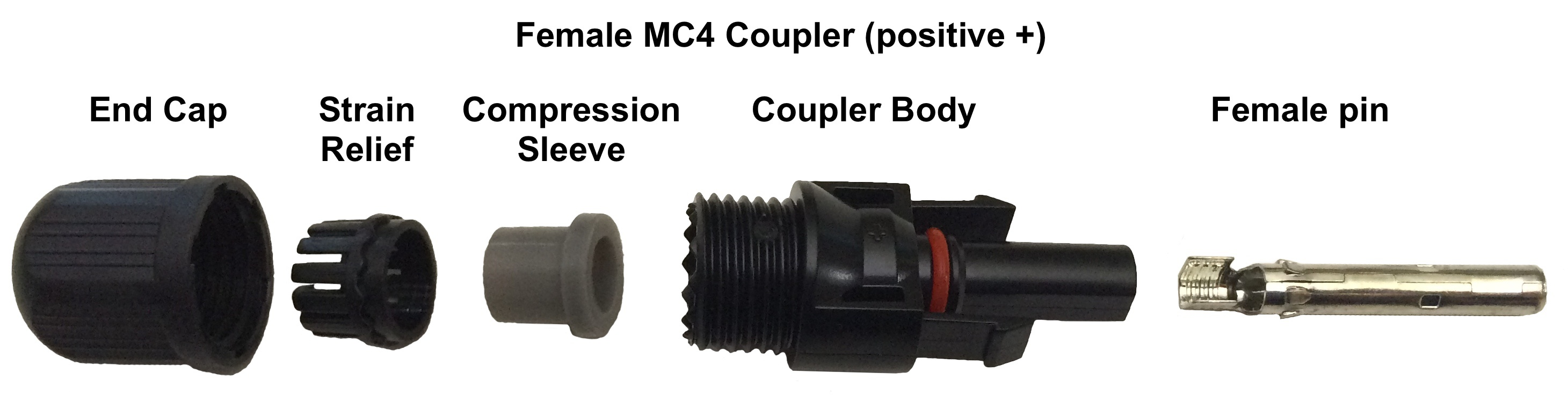
Cấu tạo bên trong của một đầu nối MC4 cái.

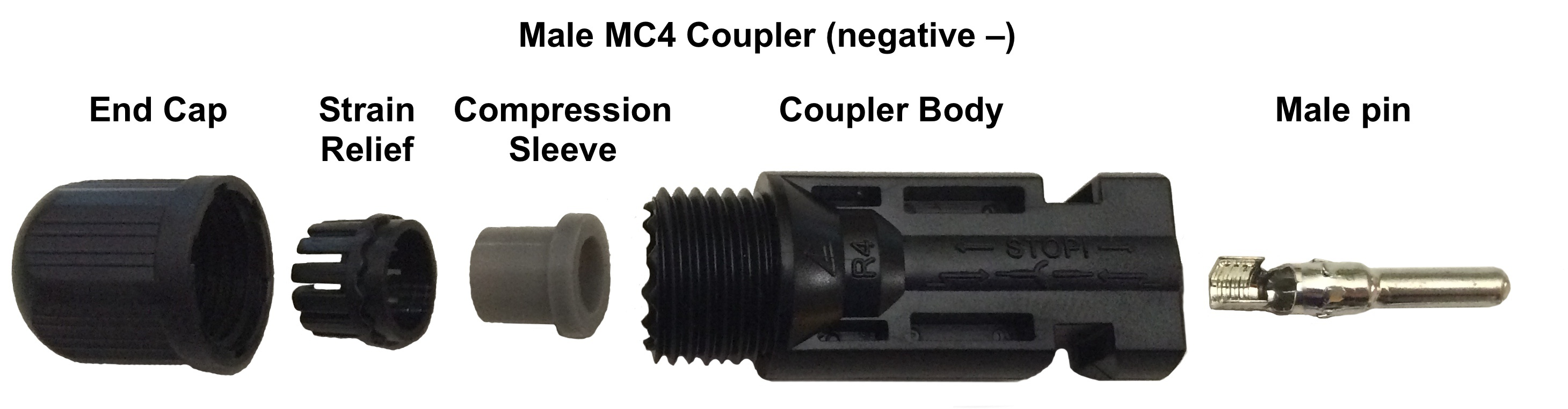
Cấu tạo bên trong của một đầu nối MC4 đực.

Đầu nối MC4 các đầu nối điện một tiếp điểm thường được sử dụng để kết nối các tấm pin mặt trời với nhau. Chữ MC trong từ MC4 là viết tắt của nhà sản xuất Multi-Contact (nay là Stäubli Electrical Connector) và 4 là đại diện chân tiếp xúc có đường kính 4 mm. Các đầu MC4 cho phép dễ dàng đấu nối các tấm pin mặt trời lại với nhau bằng cách ép các đầu nối từ các tấm pin liền kề với nhau bằng tay, nhưng yêu cầu phải có một dụng cụ dùng để ngắt kết nối giữa chúng, để đảm bảo chúng không bị vô tình ngắt kết nối khi cáp bị kéo giãn. MC4 và các sản phẩm tương thích là phổ biến trên thị trường năng lượng mặt trời ngày nay, được trang bị gần như ở tất cả các tấm pin mặt trời được sản xuất từ khoảng năm 2011 trở về sau.    Được sản xuất với điện áp định mức ban đầu là 600 V, các phiên bản mới hơn được có thể chịu được mức 1500   V, cho phép tạo chuỗi pin mặt trời dài hơn.

## Bối cảnh
Trong khi các tấm pin mặt trời kích thước nhỏ được sử dụng để sạc pin và các tác vụ tương tự có thể không cần các đầu nối đặc biệt, các hệ thống lớn hơn thường đấu nối tiếp các tấm pin mặt trời với nhau để tạo thành các chuỗi (string). Trong quá khứ, điều này đã được thực hiện bằng cách mở một hộp điện nhỏ ở mặt sau của tấm pin mặt trời và kết nối dây do người dùng cung cấp với các đầu nối vít bên trong. Tuy nhiên, các thiết bị đầu cuối trần loại này được giới hạn ở 50   V hoặc nhỏ hơn bởi quy định của NEC, trong đó quy định chỉ có thợ điện được cấp phép mới có thể thực hiện được các kết nối này. Ngoài ra, các loại kết nối này đã gặp phải các vấn đề do rò rỉ nước, ăn mòn điện và sức căng cơ học trên dây dẫn.
Bắt đầu từ thập niên 2000, một số công ty đã đưa ra các sản phẩm để giải quyết những vấn đề này. Trong các hệ thống này, hộp nối được bịt kín lại và hai dây được gắn vĩnh viễn bằng cách sử dụng các bộ giảm lực căng. Các dây cáp kết thúc với các đầu nối vừa vặn đáp ứng định nghĩa của ổ cắm tiện lợi, nghĩa là chúng có thể được kết nối với nhau (một cách hợp pháp) bởi bất kỳ ai. Hai đầu nối trở nên hơi phổ biến trong giai đoạn này, đầu nối Radox và đầu nối MC3, cả hai đều trông giống như giắc cắm phono bịt kín chống chịu lại thời tiết.
Vào năm 2008, Bộ luật điện lực quốc gia Hoa Kỳ đã được sửa đổi, yêu cầu các đầu nối pin mặt trời phải có "khóa cực dương", để chúng có thể được cắm với nhau bằng tay nhưng chỉ được tách ra  lần nữa bằng một công cụ. Radox, một nhà sản xuất châu Âu, đã không đáp ứng với yêu cầu kỹ thuật này và từ đó đã biến mất khỏi thị trường. Hai công ty có trụ sở tại Hoa Kỳ, Tyco Electronics và Multi-Contact, đã đáp ứng luật này bằng cách giới thiệu các đầu nối mới.
Solarlok của Tyco đã trở thành công ty dẫn đầu thị trường trong giai đoạn cuối những năm 2000, nhưng một số yếu tố đã âm mưu đẩy nó ra khỏi thị trường. Trong số này có một thực tế là hệ thống này có hai bộ dây cáp và dây dẫn, dẫn đến sự khó chịu đáng kể trong lĩnh vực này khi các thiết bị từ các nhà cung cấp khác nhau không thể cắm vào nhau. Đến năm 2011, MC4 đã ở vị trí dẫn đầu mạnh mẽ, dẫn đến việc giới thiệu các sản phẩm tương thích từ nhiều nhà cung cấp kết nối chính. Trong số này có Amphenol Helios H4 và SMK PV-03.

## Mô tả
Hệ thống MC4 bao gồm một đầu đực và một đầu cái. Đầu đực và đầu cái nằm bên trong vỏ nhựa có bề ngoài khác nhau - đầu đực nằm trong vỏ hình trụ trông giống như đầu nối cái nhưng được gọi là đầu đực và đầu cái nằm trong đầu vuông trông giống đực nhưng được là đầu cái. Đầu nối cái có hai khớp nhựa phải ấn nhẹ về phía đầu trung tâm để nhét vào hai lỗ ở phía trước đầu nối đực. Khi hai đầu nối này được ép vào nhau, các khớp nhựa trượt xuống các lỗ cho đến khi chúng chạm tới một rãnh ở bên cạnh đầu nối đực, tại đây chúng bật ra ngoài để khóa hai đầu nối này lại với nhau.
Để được bịt kín đúng, MC4 phải được sử dụng với cáp có đường kính tương ứng chính xác. Cáp này thường được cách điện kép (cách điện cộng với vỏ màu đen) và chống được tia cực tím (hầu hết các loại cáp đều bị hư nếu sử dụng ngoài trời mà không được bảo vệ khỏi ánh nắng mặt trời). Các đầu nối này thường được gắn bằng cách gắn kẹp, mặc dù cũng có thể hàn.
Đầu nối MC4 được xếp hạng UL ở mức 20   A và 600   V tối đa, tùy thuộc vào kích thước dây dẫn được sử dụng. Các tiêu chuẩn áp dụng ở châu Âu cũng cho phép các phiên bản 1000   V.

## Ứng dụng và an toàn
MC Multilam Technology tuyên bố rằng áp lực lò xo liên tục cung cấp khả năng chống tiếp xúc thấp đáng tin cậy.     Tuy nhiên, điều rất quan trọng là không bao giờ kết nối hoặc ngắt kết nối chúng khi chúng đang có tải, ngay cả đối với các hệ thống có điện áp thấp (12 đến 48   V).Hồ quang điện có thể hình thành và có thể làm tan chảy và làm hư hỏng nghiêm trọng các vật liệu tiếp xúc, dẫn đến làm tăng điện trở  và gây quá nhiệt sau đó. Điều này một phần là do dòng điện một chiều (DC) tiếp tục gây ra hồ quang, trong khi dòng điện xoay chiều (AC) thường dễ dàng dập hồ quang hơn tại điểm điện áp xuống tại điểm 0. Các mảng lớn của các tấm pin mặt trời thường được đấu nối tiếp với nhau, tạo thành các chuỗi (string) tạo ra từ 17 đến 34   V mỗi tấm, với điện áp tổng lên tới 600   V mỗi string.
Các đầu nối được sản xuất bởi các nhà sản xuất khác có thể được ghép nối với các bộ phận gốc của Stäubli và đôi khi được mô tả là "tương thích với MC", nhưng có thể không phù hợp với các yêu cầu về kết nối điện an toàn với độ ổn định lâu dài. 
Việc ngắt kết nối này đòi hỏi cần có một CB DC chuyên dụng cho phép ngắt mạch mà không gây phát hồ quang. Cụ thể công tắc và CB 120/230   V AC không phù hợp cho các ứng dụng điện áp DC cao hơn.